# Velký žal
Velký žal (Cast a Giant Shadow) je americký válečný film z roku 1966 režiséra Melvilla Shavelsona, volně založený na životě amerického plukovníka Mickeyho Marcuse, který se stal generálem v nově vzniklých Izraelských obranných silách a bojoval v izraelské válce za nezávislost v roce 1948. Hlavní roli ztvárnil Kirk Douglas.

## Obsazení
| Kirk Douglas      | Marcus        |
| Angie Dickinso    | Emma Marcus   |
| Senta Berger      | Magda         |
| Yul Brynner       | Ašer          |
| Stathis Giallelis | Ram Oren      |
| John Wayne        | generál       |
| Frank Sinatra     | Vince         |
| Gordon Jackson    | McAffee       |
| James Donald      | Saphir        |
| Chajim Topol      | Abú Ibn Kader |